# Comunidad de comunas del País de Serres en Quercy
La Comunidad de comunas del País de Serres en Quercy (Communauté de communes du Pays de Serres en Quercy en francés), es una estructura intercomunal francesa situada en el departamento francés de Pirineos Atlánticos, de la región de Aquitania.

## Historia
Fue creada el 31 de diciembre de 1998, con el nombre de Comunidad de comunas Quercy País de Serres (Communauté de communes Quercy Pays de Serres, en francés), con la unión de seis comunas del cantón de Lauzerte (Bouloc, Lauzerte, Montbarla, Sainte-Juliette, Sauveterre, Tréjouls).
El 1 de enero de 2000 entró la comuna de Miramont-de-Quercy, del cantón de Bourg-de-Visa.
El 1 de enero de 2002 entró la comuna de Montagudet, del cantón de Lauzerte.
El 1 de enero de 2010 entraron las comunas de Bourg-de-Visa, Fauroux y Touffailles, todas del cantón de Bourg-de-Visa.
El 31 de diciembre de 2013 se sumó la comunidad de comunas de Montaigu-de-Quercy País de Serres (Communauté de communes Montaigu-de-Quercy Pays de Serres, en francés) y las comunas de Cazes-Mondenard y Saint-Amans-de-Pellagal, que hasta ese momento no formaban parte de ninguna comunidad.
Las veintidós comunas que forman la comunidad de comunas son las seis comunas del antiguo cantón de Montaigu-de-Quercy, las siete comunas del antiguo cantón de Bourg-de-Visa y nueve de las diez comunas del antiguo cantón de Lauzerte, y que actualmente forman parte, diecinueve del nuevo cantón de País de Serres-Sur-Quercy y tres del nuevo cantón de Valence.

## Nombre
Debe su nombre a que la comunidad se halla en la región de País de Serres.

## Composición
La Comunidad de comunas reagrupa 22 comunas:
| Comuna                     | Código INSEE | Cantón                    | Población (2012) | Superficie (km²) | Densidad (hab./km²) |
| -------------------------- | ------------ | ------------------------- | ---------------- | ---------------- | ------------------- |
| Belvèze                    | 82016        | País de Serres-Sur-Quercy | 209              | 13.88            | 15                  |
| Bouloc                     | 82021        | País de Serres-Sur-Quercy | 232              | 14.81            | 16                  |
| Bourg-de-Visa              | 82022        | Valence                   | 404              | 14.41            | 28                  |
| Brassac                    | 82024        | Valence                   | 261              | 20.37            | 13                  |
| Cazes-Mondenard            | 82042        | País de Serres-Sur-Quercy | 1238             | 58.23            | 21                  |
| Fauroux                    | 82060        | País de Serres-Sur-Quercy | 233              | 13.12            | 18                  |
| Lacour                     | 82084        | País de Serres-Sur-Quercy | 186              | 14.33            | 13                  |
| Lauzerte                   | 82094        | País de Serres-Sur-Quercy | 1522             | 44.56            | 34                  |
| Miramont-de-Quercy         | 82111        | País de Serres-Sur-Quercy | 354              | 14.90            | 24                  |
| Montagudet                 | 82116        | País de Serres-Sur-Quercy | 220              | 12.18            | 18                  |
| Montaigu-de-Quercy         | 82117        | País de Serres-Sur-Quercy | 1411             | 76.44            | 18                  |
| Montbarla                  | 82122        | País de Serres-Sur-Quercy | 159              | 7.38             | 22                  |
| Roquecor                   | 82151        | País de Serres-Sur-Quercy | 434              | 20.55            | 21                  |
| Saint-Amans-de-Pellagal    | 82154        | País de Serres-Sur-Quercy | 224              | 14.51            | 15                  |
| Saint-Amans-du-Pech        | 82153        | País de Serres-Sur-Quercy | 203              | 6.76             | 30                  |
| Saint-Beauzeil             | 82157        | País de Serres-Sur-Quercy | 127              | 9.84             | 13                  |
| Sainte-Juliette            | 82164        | País de Serres-Sur-Quercy | 138              | 7.30             | 19                  |
| Saint-Nazaire-de-Valentane | 82168        | Valence                   | 337              | 17.44            | 19                  |
| Sauveterre                 | 82177        | País de Serres-Sur-Quercy | 171              | 17.40            | 10                  |
| Touffailles                | 82182        | País de Serres-Sur-Quercy | 390              | 24.34            | 16                  |
| Tréjouls                   | 82183        | País de Serres-Sur-Quercy | 261              | 13.86            | 19                  |
| Valeilles                  | 64185        | País de Serres-Sur-Quercy | 238              | 13.75            | 17                  |

## Competencias
La comunidad es un organismo público de cooperación intercomunal.
Sus recursos provienen del impuesto sobre los rendimientos del trabajo único, del sistema de contribuciones que se aplica a los residuos y asignaciones y subvenciones de diversos socios.
Sus competencias en general se centran en el desarrollo económico, medio ambiental, de empleo y los servicios comunitarios a los habitantes:
- Ordenación del Territorio
  - Plan de Coherencia Territorial (SCOT, en francés).
  - Plan Sectorial.
- Desarrollo y organización económica
  - Acción de desarrollo económico de las actividades industriales, comerciales o de empleo, (apoyo de las actividades agrícolas y forestales...).
  - Creación, organización, mantenimiento y gestión de zonas de actividades industriales, comerciales, terciario, artesanal o turístico.
- Desarrollo y organización social y cultural
  - Actividades culturales y socioculturales.
  - Actividades deportivas.
  - Construcción y/u organización, mantenimiento, gestión de equipamientos o establecimientos culturales, socioculturales, socioeducativos, deportivos…, etc.
  - Transporte escolar.
- Medio ambiente
  - Saneamiento no colectivo.
  - Recogida y tratamiento de los residuos urbanos y asimilados.
  - Protección y valorización del Medio Ambiente.
- Vivienda y hábitat
  - Programa local del hábitat.
- Servicio de vías públicas
  - Creación, organización y mantenimiento del servicio de vías públicas.
- Otros
  - Adquisición comunal de material.
  - Informática, Talleres vecinales.